# 들리뉴-베일린손 코호몰로지
기하학에서 들리뉴-베일린손 코호몰로지(Deligne-Бе́йлинсон cohomology, 영어: Deligne–Beilinson cohomology) 또는 들리뉴 코호몰로지는 접속을 갖는 원군 {\displaystyle n}-주다발을 나타내는, 미분 형식으로 구성된 공사슬 복합체로서 정의되는 코호몰로지 이론이다. 복소다양체와 매끄러운 다양체에 적용될 수 있다.

## 정의
매끄러운 다양체 {\displaystyle X}가 주어졌다고 하자. 그렇다면, 다음과 같은 아벨 군 사슬 복합체를 정의할 수 있다.
{\displaystyle {\mathcal {C}}^{\infty }(X,\operatorname {U} (1)){\xrightarrow {\frac {\mathrm {d} \ln }{2\pi \mathrm {i} }}}\Omega ^{1}(X){\xrightarrow {\mathrm {d} }}\Omega ^{2}(M){\xrightarrow {\mathrm {d} }}\Omega ^{2}(M){\xrightarrow {\mathrm {d} }}\dotsb {\xrightarrow {\mathrm {d} }}\Omega ^{n}(X)}
여기서
- {\displaystyle n}은 임의의 자연수이다. (특히, {\displaystyle X}의 차원과는 관련이 없다.)
- {\displaystyle {\mathcal {C}}^{\infty }(X,\operatorname {U} (1))}는 {\displaystyle X}를 정의역으로, 원군 U(1)을 공역으로 하는 매끄러운 함수의 점별 곱셈군이다.
- {\displaystyle \Omega ^{k}(X)}는 {\displaystyle X}의 {\displaystyle k}차 (실수) 미분 형식의 실수 벡터 공간이다.
- {\displaystyle \mathrm {d} \colon \Omega ^{\bullet }(X)\to \Omega ^{\bullet +1}(X)}는 {\displaystyle X} 위의 미분 형식의 외미분이다.
- {\displaystyle (1/2\pi \mathrm {i} )\mathrm {d} \ln \colon {\mathcal {C}}^{\infty }(X,\operatorname {U} (1))\to \Omega ^{1}(X)}는 다음과 같다. 우선, 원군을 {\displaystyle \operatorname {U} (1)=\{z\in \mathbb {C} \colon |z|=1\}}으로 여기면, 충분히 작은 열린집합 {\displaystyle U\subseteq X}에서, 함수 {\displaystyle f\upharpoonright U\colon U\to \operatorname {U} (1)}의 자연 로그 {\displaystyle \ln f}는 분지 절단 없이 매끄럽게 정의될 수 있다. 이 분지에 대하여, {\displaystyle (1/2\pi \mathrm {i} )\log f\colon U\to \mathbb {R} }는 실수 값의 매끄러운 함수이다. 물론, 이는 선택된 분지에 의존하며, 분지를 바꾸면 그 값은 상수 {\displaystyle 2\pi }씩 바뀌게 된다. 그러나 그 미분 {\displaystyle -\mathrm {i} \mathrm {d} \log f\in \Omega ^{1}(X)}은 분지에 의존하지 않는다. 따라서, 이들을 짜깁기하여 1차 미분 형식 {\displaystyle (1/2\pi \mathrm {i} )\mathrm {d} \ln f\in \Omega ^{1}(X)}을 정의할 수 있다.

이 공사슬 복합체를 들리뉴-베일린손 공사슬 복합체(영어: Deligne–Beilinson cochain complex)라고 하며, 그 코호몰로지를 {\displaystyle n}차 들리뉴-베일린손 코호몰로지라고 한다.
위 묘사는 (실수) 매끄러운 다양체에 대한 경우이다. 이 밖에도, 복소다양체에 대한 경우가 존재한다. 이 경우, {\displaystyle k}차 미분 형식 대신 {\displaystyle (k,0)}차 복소 미분 형식을 사용하며, 외미분 {\displaystyle \mathrm {d} } 대신 정칙 외미분 {\displaystyle \partial \colon \Omega ^{\bullet ,\bullet }(-)\to \Omega ^{\bullet +1,\bullet }(-)}을 사용하며, 첫째 항은 복소다양체 {\displaystyle X} 위의, {\displaystyle \mathbb {C} ^{\times }=\mathbb {C} \setminus \{0\}} 값의 정칙 함수들의 곱셈군이다. (이는 구조층 {\displaystyle {\mathcal {O}}_{X}}의 가역원층 {\displaystyle {\mathcal {O}}_{X}^{\times }}의 단면에 해당한다.)
{\displaystyle \Gamma ({\mathcal {O}}_{X}^{\times };X){\xrightarrow {\mathrm {d} \ln }}\Omega ^{1,0}(X){\xrightarrow {\partial }}\Omega ^{2,0}(X){\xrightarrow {\partial }}\dotsb }

## 성질
매끄러운 다양체 {\displaystyle X} 위의 {\displaystyle n}차 들리뉴-베일린손 코호몰로지 {\displaystyle \operatorname {H} _{\operatorname {conn} }^{n}(X)}는 {\displaystyle X} 위의, 접속을 갖는 원군 {\displaystyle (n-1)}-주다발을 나타낸다.
{\displaystyle \operatorname {H} _{\operatorname {conn} }^{n}(X)\cong [X,\mathrm {B} ^{n}\operatorname {U} (1)]}

### 다른 코호모로지 코호몰로지와의 관계
들리뉴-베일린손 공사슬 복합체는 드람 복합체와 유사하지만, 첫째 항이 다르다. 이는 매우 중요한 역할을 한다.
마찬가지로, 표준적인 망각 함자
{\displaystyle \operatorname {H} _{\operatorname {conn} }^{n}(X)\to \operatorname {H} _{\operatorname {sing} }^{n}(X;\mathbb {Z} )}
가 존재한다. (여기서 공역은 특이 코호몰로지이다.)
보다 일반적으로, 완전열
{\displaystyle 0\to \Omega _{\text{int}}^{n-1}(X)\to \Omega ^{n-1}(X)\to \operatorname {H} _{\operatorname {conn} }^{n}(X)\to \operatorname {H} _{\text{sing}}^{n}(X;\mathbb {Z} )\to 0}
이 존재한다. 여기서, 사상 {\displaystyle \Omega ^{n-1}(X)\to \operatorname {H} _{\operatorname {conn} }^{n}(X)}은 원군 {\displaystyle n}-주다발 위의 접속이 {\displaystyle (n-1)}차 미분 형식으로 정의됨을 뜻하며, 사상 {\displaystyle \Omega _{\operatorname {int} }^{n-1}(X)\to \Omega ^{n-1}(X)}은 같은 접속을 나타내는 두 {\displaystyle (n-1)}차 미분 형식의 차이는 정수 주기(영어: integral period)의 미분 형식임을 뜻한다.
또한, 완전열
{\displaystyle \operatorname {H} ^{n}(X;\operatorname {U} (1))\to \operatorname {H} _{\operatorname {conn} }^{n}(X)\to \Omega ^{n}(X)}
이 존재한다. 여기서
- {\displaystyle \operatorname {H} _{\operatorname {conn} }^{n}(X)\to \Omega ^{n}(X)}은 접속을 갖는 {\displaystyle n}-주다발의 곡률이 {\displaystyle n}차 미분 형식임을 뜻한다.
- {\displaystyle \operatorname {H} ^{n}(X;\operatorname {U} (1))\to \operatorname {H} _{\operatorname {conn} }^{n}(X)}은 같은 곡률을 갖는 두 {\displaystyle n}-주다발의 차는 평탄한 {\displaystyle n}-주다발임을 뜻한다.

## 역사
피에르 들리뉴가 1971년에 복소다양체에 대하여 도입하였다. 이후 1993년에 장뤼크 브릴린스키(프랑스어: Jean-Luc Brylinski)가 이 이론이 매끄러운 다양체에 대해서도 잘 작동한다는 것을 밝혔다.:§5

## 같이 보기
- 다발 제르브
- 모티브 코호몰로지
- 호지 구조